# Ивар III (король Дублина)
Ивар III (Имар мак Аральт; Ivar Haraldsson, др.‑ирл. Ímar mac Arailt; умер в 1054) — король Дублина (1038—1046), сын Харальда (Аральта) (ум. 999), внук Олафа III Кварана, короля Дублина.

## Биография
Представитель норвежско-гэльской династии Уи Имар (дом Ивара). Его отцом, вероятно, был Харальд Олафссон (Аральт мак Амлайб), который, согласно «Анналам Ульстера», погиб в битве с ирландцами при Гленмаме. Его дедом был Олав III Кваран (ум. 980), король Йорка и Дублина. Племянник короля Дублина Ситрика Шёлкобородого.
«Анналы Тигернаха», сообщают, что в 1038 году после свержения Эхмаркаха мак Рагнайлла Ивар занял королевский престол в Дублине.
В 1046 году «Анналы четырёх мастеров» утверждают, что Ивар мак Аральт был изгнан из Дублина своим соперником Эхмаркахом мак Рагнайллом.
«Анналы Ульстера» и «Анналы Лох Ки» сообщают, что в 1054 году Ивар мак Аральт скончался в изгнании.
Ивар III, возможно, был отцом Гудрёда Крована (ум. 1095), короля Мэна (1079—1095) и Дублина (1091—1094).